# 葉里溫動物園
葉里溫動物園是位於亞美尼亞首都葉里溫的一座動物園，開業於1940年。現在動物園內有204種2749個動物。葉里溫動物園除了飼養有高加索地區的動物植物，也有來自世界各地的動物展示。